# Fölkenbach
Fölkenbach ist ein Ortsteil der Ortsgemeinde Echternacherbrück im Eifelkreis Bitburg-Prüm in Rheinland-Pfalz.

## Geographische Lage
Fölkenbach liegt westlich von Echternacherbrück in unmittelbarer Nähe zur Sauer in einem Tal. Die Entfernung zum Hauptort beträgt rund 2 km. Nördlich des Ortes fließt der Fölkenbach, der im Ort in die Sauer mündet. Der Ortsteil ist hauptsächlich von Waldbestand umgeben.

## Geschichte
Fölkenbach war lange Zeit ein Wohnplatz von Echternach und wurde erst mit der Gründung der Ortsgemeinde Echternacherbrück, nach 1800, zu einem Ortsteil. Ab diesem Zeitpunkt entwickelte sich der einstige Weiler schnell und weist heute mehr die Struktur eines eigenständigen Ortes als die eines Ortsteils auf.

## Kultur und Sehenswürdigkeiten

### Kapelle St. Liborius
Wenig östlich von Fölkenbach befindet sich die Liboriuskapelle in einem Waldgebiet. Sie liegt an einem steilen Hang des Ferschweiler-Plateaus. Es handelt sich um einen Sandsteinquader-Zentralbau mit Mansarddach aus dem Jahre 1951. Architekt war Jules Schneider aus Idar-Oberstein.
Die heutige Liborius-Kapelle ist die dritte ihrer Art. Die erste Weihung einer Kapelle an dieser Stelle fand 1680 statt. Anfang des 20. Jahrhunderts entschied man sich für einen Neubau aus Gründen der Baufälligkeit. Dieser überstand allerdings den Zweiten Weltkrieg nicht und so kam es zum dritten Neubau 1951. Errichtet wurde die Kapelle ursprünglich wahrscheinlich aufgrund der Überführung der Gebeine des Liborius von Le Mans nach Paderborn im Jahre 836.

### Klause
Ebenfalls nordöstlich von Fölkenbach, unweit der Kapelle, befindet sich eine Klause. Diese ist deutlich älter als die Kapelle und wurde erstmals 1596 erwähnt. Die Klause wurde in den Sandstein eingearbeitet und diente lange Zeit als Wohnort für Einsiedlermönche. Der letzte Mönch verließ die Klause im Jahre 1789. Heute sind noch die Reste dreier Räume mit Treppen, einem Fenster, einer gemauerten Türeinfassung und ein Weihwasserbecken erhalten. Zum Gelände zählte ursprünglich noch ein Garten und Weinberg.

### Mühle und Steinbruch
In Fölkenbach selbst ist eine historische Mühle aus dem Jahre 1885 am nördlichen Ende des Ortes bekannt. Zudem gab es einen Steinbruch aus dergleichen Zeit, ebenfalls nördlich des Ortes im Wald.
Siehe auch: Liste der Kulturdenkmäler in Echternacherbrück

## Naherholung und Verkehr

### Wandern
Nördlich von Fölkenbach verläuft der Wanderweg 63 des Naturpark Südeifel. Es handelt sich um einen knapp 3 km langen Rundwanderweg am Rande des Ferschweiler-Plateaus. Highlights auf dem Weg sind die Liborius-Kapelle, ein Aussichtspunkt mit Blick über Echternach sowie die Einsiedler-Klause.

### Verkehr
Es existiert eine regelmäßige Busverbindung.
Direkt südlich von Fölkenbach verläuft die Landesstraße 1. Der Ort selbst ist lediglich durch Gemeindestraßen erschlossen, die am Ortsende ebenfalls enden.